# 安山-京釜線直結路線
安山-京釜線直結路線（韓語：안산-경부선 직결 노선）是首都圈電鐵1號線於1988年10月25日到2003年4月23日之間存在的運行區間，廢止後路線分別回歸安山線與京釜線。

## 歷史

### 安山線開通當時
從安山線首都圈電鐵於1988年10月25日開始營業時，曾一度與京釜線的一部份（衿井－南營）及首爾地鐵1號線（首爾站－清涼里）直通運行。在這段時間，最大運行區間可從安山站經衿井到達清涼里。從安山出發往鷺梁津及往九老的列車亦同時存在。

### 果川線開通以後
果川線從衿井到仁德院的區間在1993年1月15日開通之後，安山線開始與果川線直通運行。到1994年4月1日全線開通之後，安山線、果川線及首爾地鐵4號線直通運行開始，即今日首都圈电铁4号线的路線。
之後，安山線與京釜線直通運行大幅縮少，而安山來往九老及來往永登浦的運行次數亦縮少了。安山線與首爾地鐵1號線的直結亦自然的終止了。

### 2000年代
安山線與京釜線直通運行繼續縮少。

### 廢止
路線於2003年4月30日廢止。

## 影響
由於路線不斷重組，使鐵路路線圖的繪製出現混亂。在路線廢止初期，有時在不同的車站得到的路線圖都會略有不同。就此，各方決定把路線所使用的顏色統一，成為了今日的色樣。

## 參看
- 首都圈電鐵
- 首都圈電鐵1號線
- 首都圈电铁4号线
- 京釜線
- 果川線
- 安山線
- 水仁線：一條曾廢止但現在復興的路線
- 水麗線：另一條廢止路線
- 京元线龙山-城北运行系统